# Cryphia medioochracea
Cryphia medioochracea är en fjärilsart som beskrevs av Bytinsky-salz. Cryphia medioochracea ingår i släktet Cryphia och familjen nattflyn. Inga underarter finns listade i Catalogue of Life.